# Vsevolod Garsjin

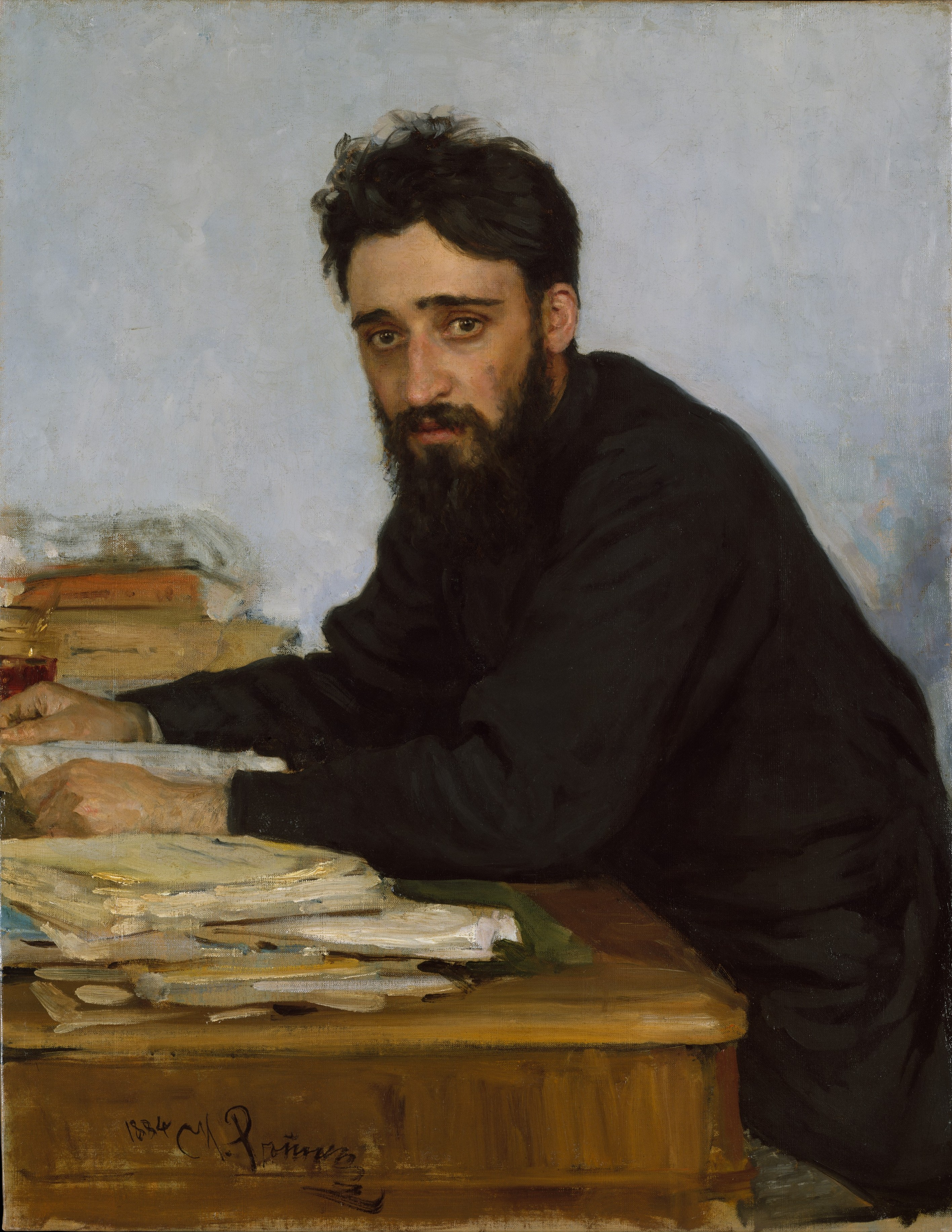
Garsjin, geschilderd door Ilja Repin

Vsevolod Michailovitsj Garsjin (Russisch: Всеволод Михайлович Гаршин) (Jekaterinoslav, 14 februari 1855 - Sint-Petersburg, 5 april 1888) was een Russisch schrijver van vooral korte verhalen en novellen.

## Leven
Vsevolod Garsjin was zoon van een Russisch officier, ging naar het gymnasium, maar meldde zich als vrijwilliger voor de Russisch-Turkse oorlog van 1877 – 1878.
Daarna nam hij zijn studie niet meer op maar begon te schrijven.
De oorlog liet diepe sporen na bij Garsjin. Hij at slecht, sliep slecht en leed allengs aan steeds hevigere depressies. Gedurende zijn korte leven werd hij driemaal opgenomen in een kliniek. Op 31 mei 1888 wierp hij zich in zijn woning te Sint-Petersburg in een trapschacht en overleed aan zijn verwondingen.

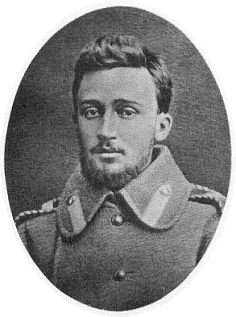
Garsjin in het leger

## Werk
Vsevolod Garsjin liet een klein en relatief onbekend oeuvre na. Zijn verhalen verschenen tijdens zijn leven in het vooraanstaande tijdschrift ‘’De vaderlandse kroniek’’ en werden door zowel Tolstoj als Toergenjev geprezen.
Centraal in de verhalen van Garsjin staat de mens die zich door onverschilligheid aanpast en in het leven staande houdt. Hij beschrijft sensibele naturen, die zo gekweld worden door de wreedheid en de willekeur van het bestaan, dat zij er ook fysiek aan ten onder gaan. Zijn oorlogsverhalen worden gezien als een voor zijn tijd ongewoon felle aanklacht tegen het oorlogsgeweld.
Garsjin's beroemdste verhaal, De rode bloem gaat over het troebele verschil tussen waan en werkelijkheid. Het is de geschiedenis van een krankzinnige die gelooft dat met het verdwijnen van drie rode bloemen die bloeien in de tuin van een kliniek, alle kwaad uit de wereld zal zijn. 
De rode bloem verscheen in Nederland als onderdeel van de Russische Bibliotheek, in een verzameldeel met Lermontov, Herzen en Korolenko (1972). In 1987 verscheen een nieuwe vertaling R. Kellerman Deibel in de bundel Uit de memoires van soldaat Ivanov, samen met een aantal andere (oorlogs) verhalen, zoals De oppasser en de officier (1880), Een korte roman (1878) en De slag bij Ajaslar (1877).
In 2011 verscheen De beren en andere verhalen, vertaald door Hans Boland, uitgegeven door Athenaeum.